# Gouvernement Herrera III
 Castille-et-León
Herrera II Herrera IV
Le gouvernement Herrera III est le gouvernement de Castille-et-León entre le 3 juillet 2007 et le 28 juin 2011, durant la VIIe législature des Cortes de Castille-et-León. Il est présidé par Juan Vicente Herrera.

## Historique
Investi président de la Junte le 27 juin 2007 pour un nouveau mandat, Juan Vicente Herrera annonce la composition de son gouvernement le 2 juillet suivant. La nomination des conseillers prend effet le lendemain après publication au bulletin officiel de Castille-et-León (BOCyL),,,.

## Composition
| Fonction                                                      | Titulaire | Titulaire                                                                                 | Parti |
| ------------------------------------------------------------- | --------- | ----------------------------------------------------------------------------------------- | ----- |
| Président                                                     |           | Juan Vicente Herrera                                                                      | PP    |
| Première vice-présidente Conseillère à l'Environnement        |           | María Jesús Ruiz Ruiz                                                                     | PP    |
| Deuxième vice-président Conseiller à l'Économie et à l'Emploi |           | Tomás Villanueva Rodríguez                                                                | PP    |
| Conseiller à la Présidence, porte-parole                      |           | José Antonio de Santiago-Juárez López                                                     | PP    |
| Conseillère aux Administrations publiques                     |           | Isabel Alonso Sánchez (jusqu'au 14/06/2011) Pilar del Olmo Moro a.i                       | PP    |
| Conseiller à l'Intérieur et à la Justice                      |           | Alfonso Fernández Mañueco (jusqu'au 29/04/2011) José Antonio de Santiago-Juárez López a.i | PP    |
| Conseillère aux Finances                                      |           | Pilar del Olmo Moro                                                                       | PP    |
| Conseiller à l'Équipement                                     |           | Antonio Silván Rodríguez                                                                  | PP    |
| Conseillère à l'Agriculture et à l'Élevage                    |           | Silvia Clemente Municio                                                                   | PP    |
| Conseiller à la Santé                                         |           | Francisco Javier Álvarez Guisasola                                                        | PP    |
| Conseiller à la Famille et à l'Égalité des chances            |           | César Antón Beltrán                                                                       | PP    |
| Conseiller à l'Éducation                                      |           | Juan José Mateos Otero                                                                    | Sans  |
| Conseillère à la Culture et au Tourisme                       |           | María José Salgueiro                                                                      | PP    |